# Calycina discreta
Calycina discreta är en svampart som tillhör divisionen sporsäcksvampar, och som först beskrevs av Petter Adolf Karsten, och fick sitt nu gällande namn av Carl Ernst Otto Kuntze. Calycina discreta ingår i släktet Calycina, och familjen Hyaloscyphaceae. Arten är reproducerande i Sverige.